# Facel Vega Facel III
La Facel-Vega Facel III (type FB) est une voiture sportive française produite par Facel-Vega entre 1963 et 1964.
Elle est développée afin de répondre aux critiques adressées à la première Facellia et pour rassurer la clientèle au sujet de la fiabilité du bloc moteur.
Présentée à la presse en avril 1963, elle est commercialisée dans la foulée. 

## Description
Ce modèle reçoit le moteur à quatre cylindres 1,8 litre du coupé Volvo P1800 développant 108 ch SAE et accouplé à une boîte de vitesses de même marque avec overdrive en option. La suspension, la direction et le freinage sont identiques à ceux de la Facellia.
La voiture  avait la même apparence générale que la Facellia F2 ainsi on retrouve les projecteurs Marchal Mégalux et le tableau de bord en tôle peinte en trompe-l'œil à la façon ronce de noyer.
Cependant, la calandre reprend le style de la Facel II et les ailes arrière sont adoucies. Le couvercle de malle est arrondi et les feux arrière deviennent circulaires. La sellerie est en simili ou en cuir en option.
Le modèle est construit à 625 exemplaires dont 192 cabriolets. Il sera remplacé par la Facel 6, une version à moteur six cylindres de la Facel III.

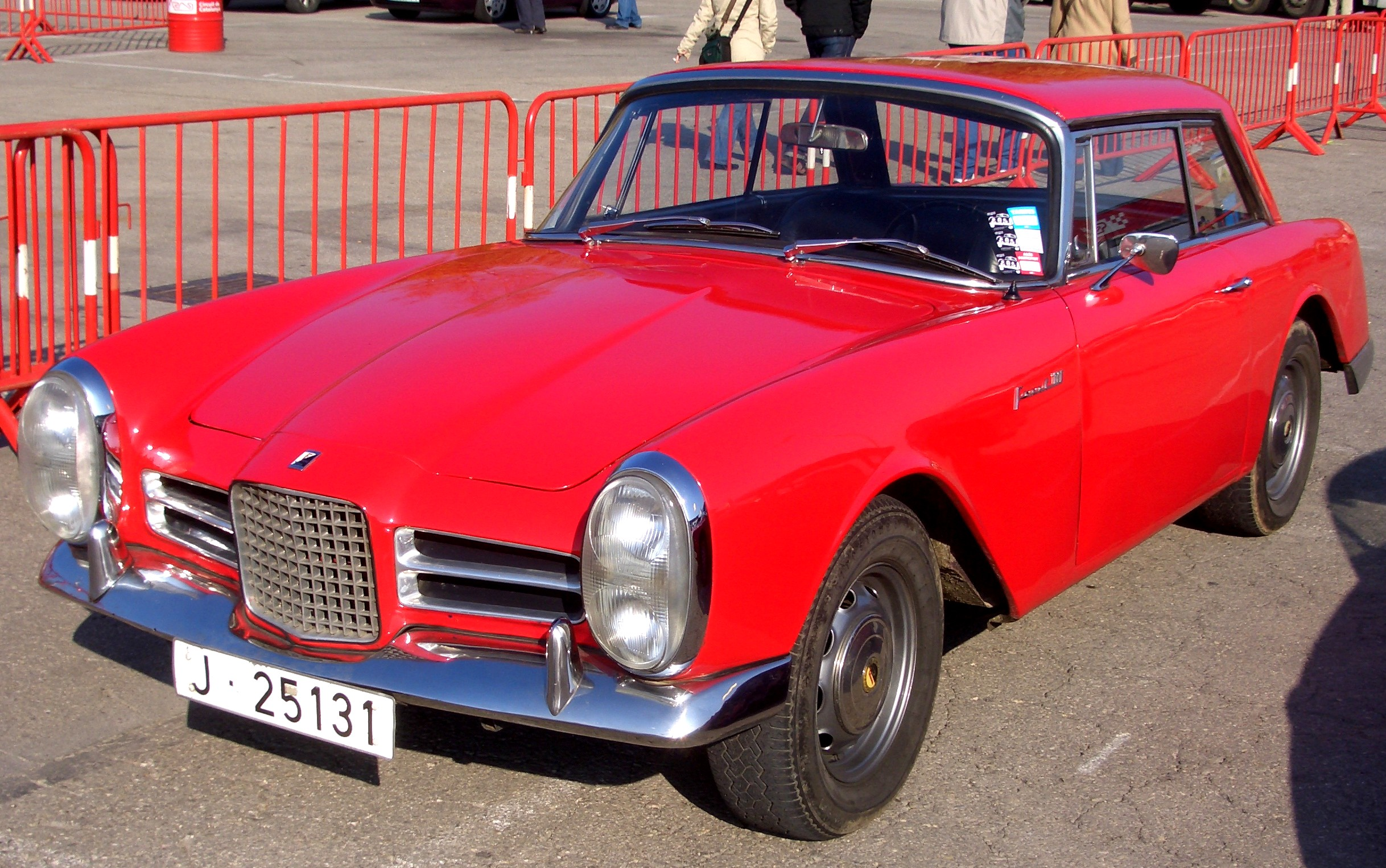
Coupé Facel-Vega Facel III.
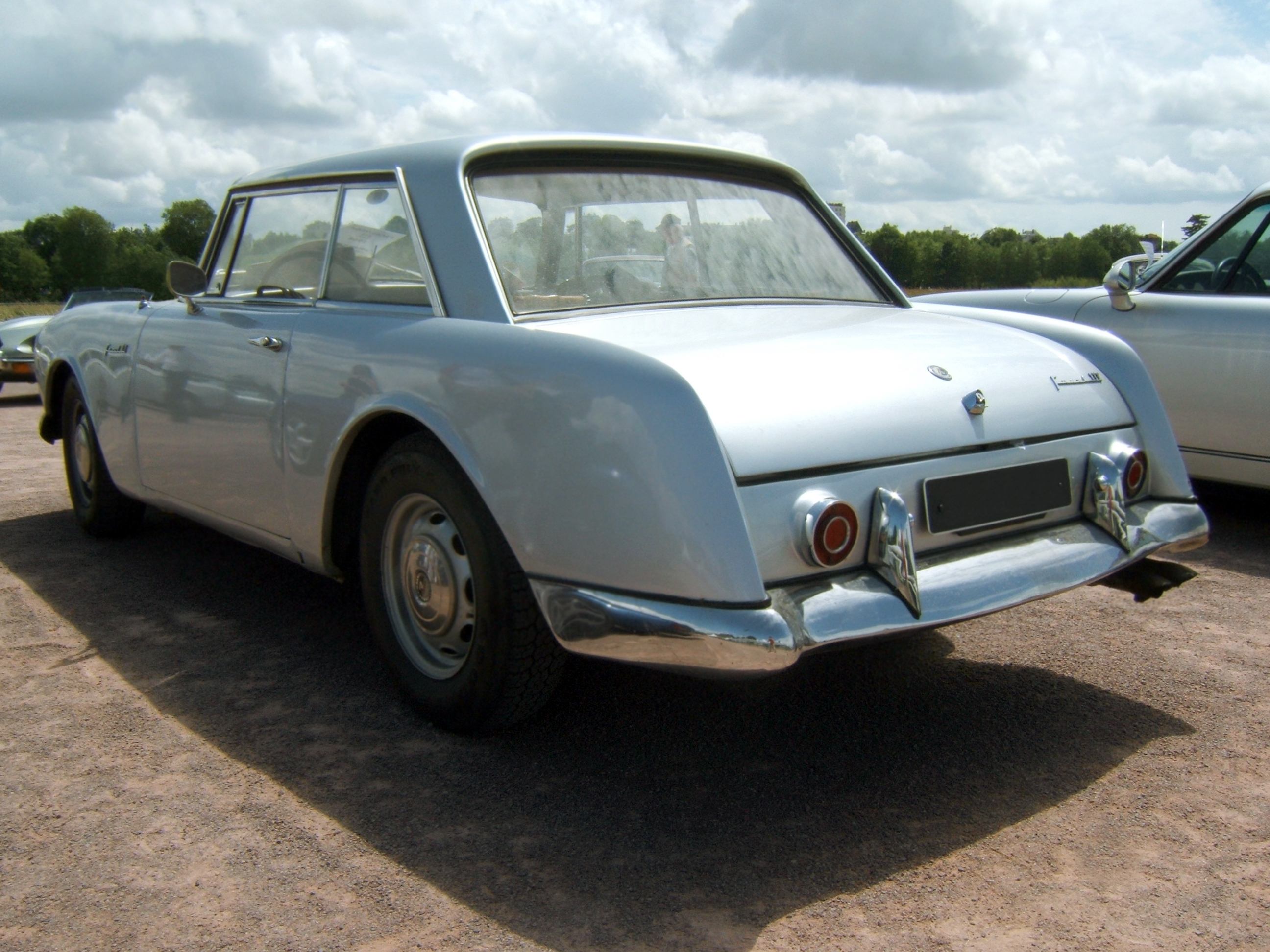
Arrière de la Facel-Vega Facel III.

## Dans les arts
- Dans le film Faites sauter la banque ! (1964) de Jean Girault, la voiture que conduit le personnage interprété par Jean-Pierre Marielle est une Facel Vega Facel III (1963 - 1964).